# 欧通迪佩尔什
欧通迪佩尔什（法語：Authon-du-Perche，法語發音：[otɔ̃ dy pɛʁʃ]，意为“佩尔什的欧通”）是法国厄尔-卢瓦省的一个市镇，属于诺让勒罗特鲁区。2019年，市镇苏瓦泽并入欧通迪佩尔什。

## 地理
欧通迪佩尔什（48°11'44"N, 0°53'33"E）面积34.82 平方千米，位于法国中央-卢瓦尔河谷大区厄尔-卢瓦省，该省份为法国北部内陆省份，北起顺时针与厄尔省、伊夫林省、埃松省、卢瓦雷省、卢瓦-谢尔省、萨尔特省和奧恩省接壤。
与欧通迪佩尔什接壤的市镇（或旧市镇、城区）包括：沙博尼耶尔、博蒙莱索泰勒、库德赖欧佩什、圣博梅、圣于尔法斯、拉巴佐什古埃。
欧通迪佩尔什的时区为UTC+01:00、UTC+02:00（夏令时）。

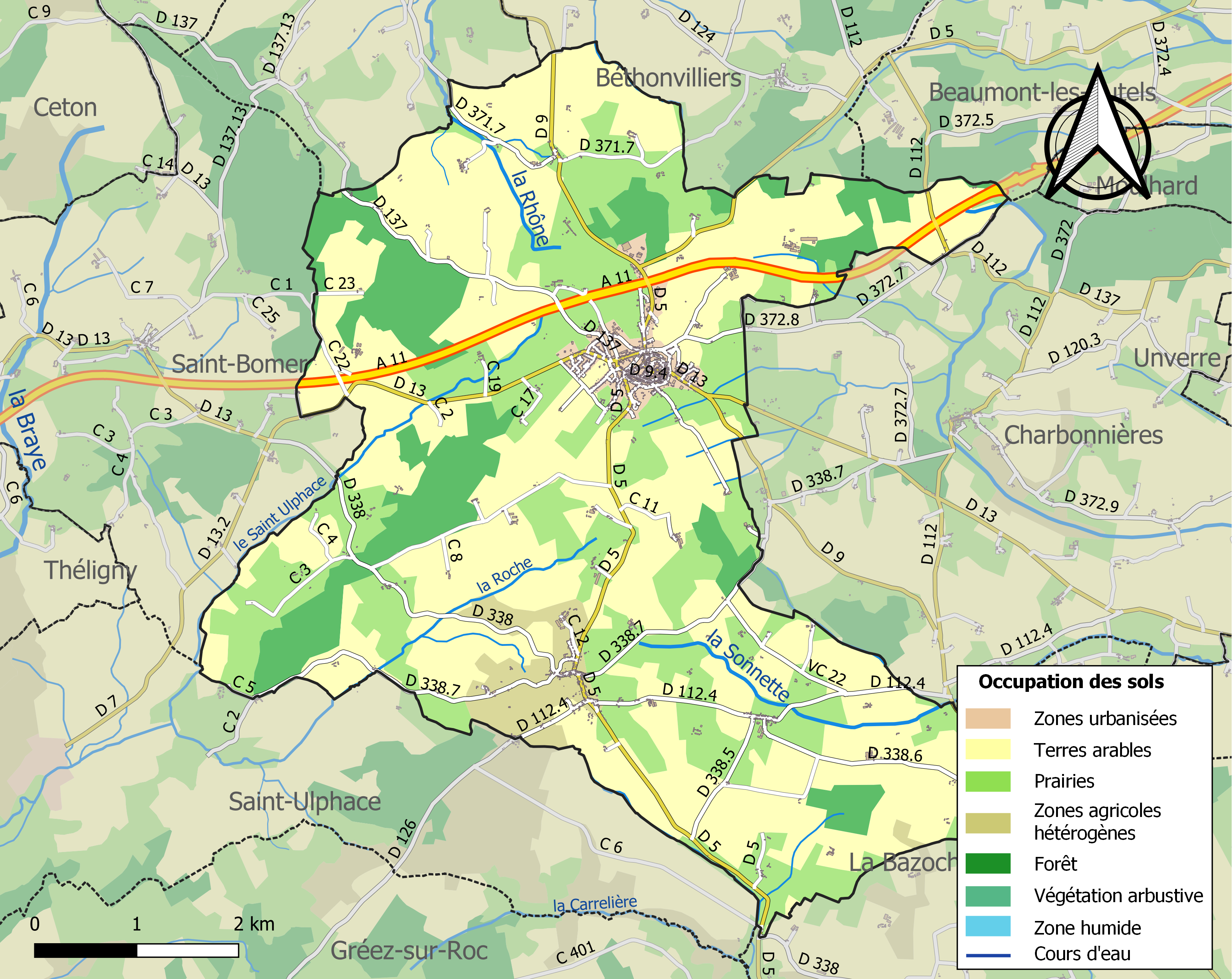
欧通迪佩尔什的OSM定位图

## 行政
欧通迪佩尔什的邮政编码为28330，INSEE市镇编码为28018。

## 政治
欧通迪佩尔什所属的省级选区为布鲁县。

## 人口

1962-2008年间欧通迪佩尔什人口变化图示

欧通迪佩尔什于2022年1月1日时的人口数量为1482人。